# Bradford (condado de Merrimack)
Bradford es un lugar designado por el censo ubicado en el condado de Merrimack en el estado estadounidense de Nuevo Hampshire. En el Censo de 2010 tenía una población de 356 habitantes y una densidad poblacional de 169,49 personas por km².

## Geografía
Bradford se encuentra ubicado en las coordenadas 43°16′19″N 71°57′44″O / 43.27194, -71.96222. Según la Oficina del Censo de los Estados Unidos, Bradford tiene una superficie total de 2.1 km², de la cual 2.05 km² corresponden a tierra firme y (2.22%) 0.05 km² es agua.

## Demografía
Según el censo de 2010, había 356 personas residiendo en Bradford. La densidad de población era de 169,49 hab./km². De los 356 habitantes, Bradford estaba compuesto por el 95.22% blancos, el 0.28% eran afroamericanos, el 1.4% eran amerindios, el 0.56% eran asiáticos, el 0% eran isleños del Pacífico, el 0.28% eran de otras razas y el 2.25% pertenecían a dos o más razas. Del total de la población el 2.25% eran hispanos o latinos de cualquier raza.